# I Will Catch U.
「I Will Catch U.」（アイ・ウィル・キャッチ・ユー）は、1993年4月1日に発売されたNOKKOの2枚目のソロアルバム。発売元はソニー・ミュージックエンタテインメント（SRCL 2591）。

## 概要
本作では、ダンスミュージック・ユニットのディー・ライトのメンバーとして活動していたテイ・トウワ、イギリスのダンス・ポップ・ユニットであるセイント・エティエンヌなどからの楽曲提供を受けている。
本アルバム用の新曲は6曲で、「Cosmic Sunshine Baby」、「奇跡のウェディングマーチ」、「今どきの男の子」、「No Return」の4曲は、アルバム『Hallelujah』収録曲のリミックス・バージョンである。
ジャケット及び歌詞カードの写真や表題曲のMVなどを、「VOGUE」や「VANITY FAIR」などのファッション雑誌で活躍するフォトグラファーのエレン・フォン・アンワースが手がけており、表題曲のMVは現地で評判を呼んだ。またニューヨークでクラブイベントを開催したり、ダンスチャートでの注目から、ベルリンのゲイクラブに招かれたこともあった。
セイント・エティエンヌとのコラボレーションではロンドンにある彼らの自宅スタジオでレコーディングされた。

## 収録曲
1. I Will Catch U
  - Words：Nokko, Tim Brinkhurst, Ruza Blue / Music ：Nokko, Towa Tei　Japanese Lyrics by Nokko
2. Cosmic Sunshine Baby（French Dub Mix）
  - Words：Nokko, Tim Brinkhurst, Mary Lee Kortes / Music ：Nokko, Tim Brinkhurst Japanese Lyrics by Nokko
  - Re-Produced By Francois Kevorkian
3. Don't Hold Back
  - Words & Music : Chris Max, Camus Celli, Andres Levin Japanese Lyrics by Nokko
  - アルバム発売の同月にミュージックステーションに出演し、この曲をバックダンサーとともに踊って披露した（1993年4月16日放送）[3]。
4. 7 Ways to Love
  - Words & Music : Nokko, Peter Wiggs, Bob Stanley Japanese Lyrics by Nokko

1991年にセイント・エティエンヌが楽曲提供を行ったイギリスのダンスミュージック・ユニット、COLA BOYの同名楽曲のカヴァー。アレンジにはエイフェックス・ツインの「Pulsewidth」（アルバム『Selected Ambient Works 85-92』収録曲）がサンプリングされている。
5. Oh Yeah
  - Words : Nokko, Ruza Blue / Music : Nokko, Camus Celli, Andres Levin, Kenji Jammer　Japanese Lyrics by Nokko
6. 奇跡のウェディングマーチ（Blow Up Mix）
  - Words：Nokko / Music ：Nokko, Tim Brinkhurst, Leigh Gorman
7. Liquid Fire
  - Words：Nokko, Tim Brinkhurst, Camus Celli, Andres Levin / Music ：Nokko, Camus Celli, Andres Levin Japanese Lyrics by Nokko
8. Call Me Nightlife（English）
  - Words：Peter Wiggs, Bob Stanley / Music ：Nokko, Peter Wiggs, Bob Stanley
9. 今どきの男の子（O-Sensu Mix）
  - Words：Nokko / Music ：Gota Yashiki
  - Additonal Production and Remix by Pascal Gabriel
10. No Return（Paradise Remix）
  - Words：Nokko, Ruza Blue / Music ：Nokko, Gota Yashiki Japanese Lyrics by Nokko